# Hexaclorobenzeno
Hexaclorobenzeno, ou HCB é um composto químico sintético, de fórmula C6Cl6, que se apresenta na forma de um sólido cristalino branco.
Caracteriza-se pela sua alta toxicidade, é extremamente estável e por isso persistente no meio ambiente e apresenta significativa bioacumulação.
Foi produzido inicialmente nos anos 40 e utilizado como fungicida. A produção, comercialização e aplicação de HCB já foi proibida em muitos países.

## Uso
O HCB foi usado largamente como fungicida para proteger as sementes de cebolas, trigo e sorgo;
Foi também utilizado como solvente e como aditivo na produção de borracha, PVC, em foguetes, munições, preservantes para a madeira e corantes. 
No entanto, é um subproduto da fabricação de vários solventes clorados, pesticidas e de outros processos que envolvem o cloro. É encontrado como contaminante em diversos pesticidas e é liberado durante a queima de resíduos urbanos feita de maneira inadequada.

## Saúde e meio ambiente